# Kamienny Most (Chociwel)

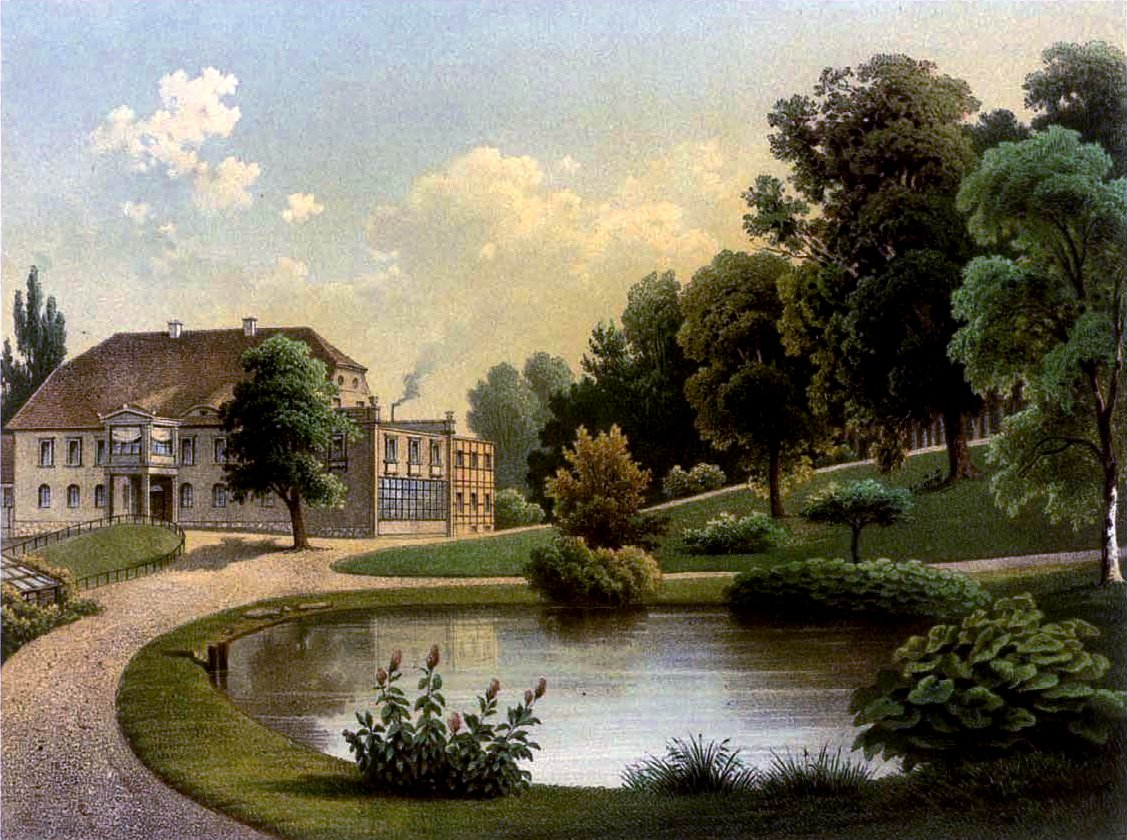
Alexander Duncker, Gut Steinhoefel Sammlung (1857–83)

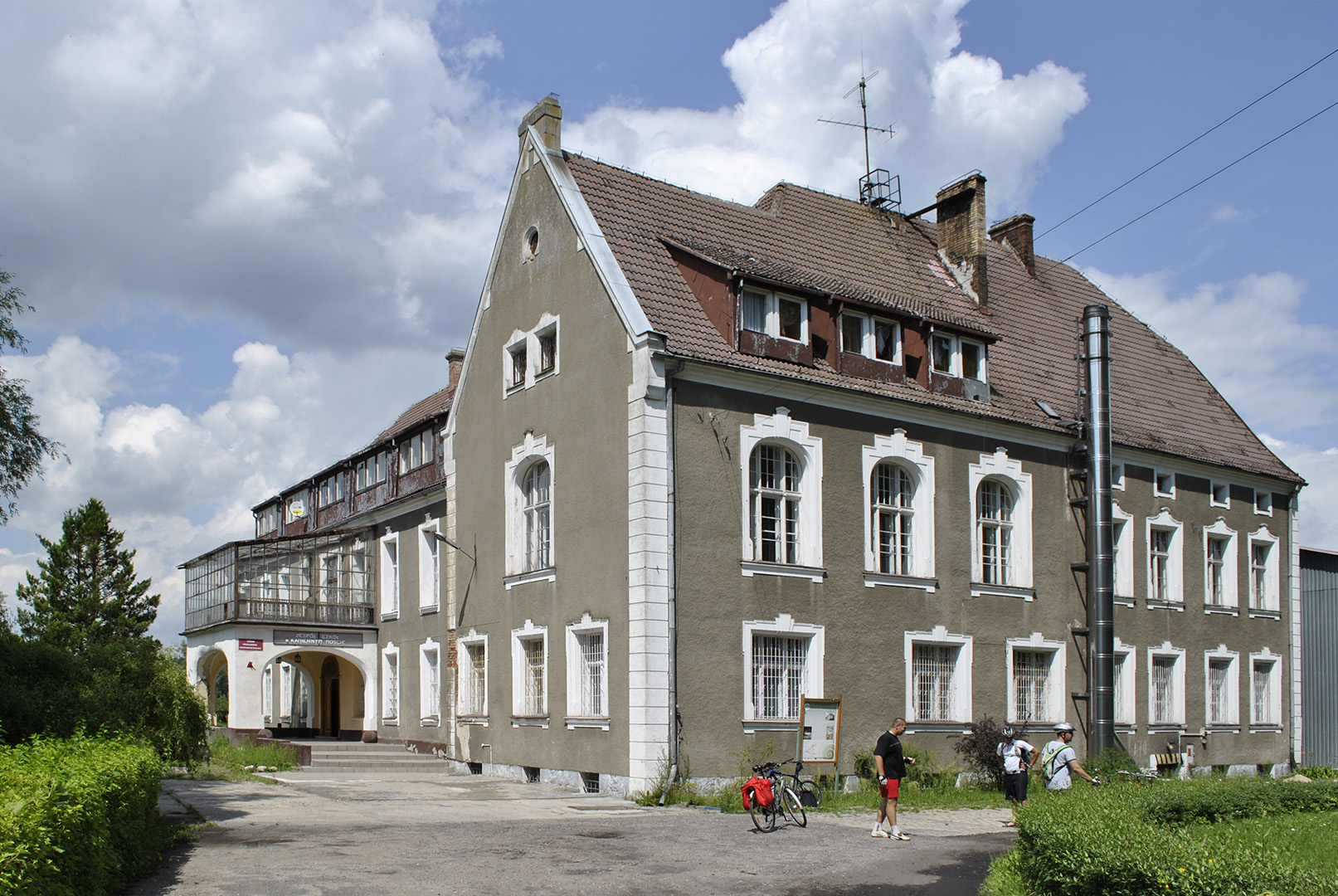
Ehemaliges Herrenhaus des Guts Steinhöfel (Aufnahme 2011)

Kamienny Most (deutsch Steinhöfel) ist ein Dorf in der Stadt- und Landgemeinde Chociwel (Freienwalde in Pommern) im Powiat Stargardzki (Kreis Stargard in Pommern) der polnischen Woiwodschaft Westpommern.

## Geographische Lage
Die Ortschaft liegt in Hinterpommern, am Südufer des Steinhöfeler Sees (Jezioro Kamienny Most) im Südwesten des Landschaftsschutzparks Nörenberg (Iński Park Krajobrazowy) innerhalb der Nörenberger Seenplatte (Pojezierze Iński).
Eine von Ińsko (Nörenberg, 12 km) kommende Nebenstraße verläuft durch den Ort und stellt eine Verbindung her zur polnischen Landesstraße 20 von Stargard nach Gdynia (hier Teilstück der ehemaligen deutschen Reichsstraße 158 von Berlin nach Lauenburg in Pommern) und weiter nach Chociwel (Freienwalde, 4 km) sowie zur Kreisstadt Stargard (Stargard in Pommern, 26 km). Bahnanschluss besteht über die Bahnstation Chociwel an der Staatsbahnstrecke von Stargard nach Danzig.

## Geschichte
Bis 1945 war das damals Steinhöfel genannte Gutsdorf mit dem Nachbarort Nöblin (heute polnisch Lublino) zur Gemeinde Steinhöfel-Nöblin zusammengeschlossen. Zu ihr gehörte das Vorwerk Glashagen (Kamionka), drei Kilometer östlich gelegen. Das Gut Steinhöfel, das zuletzt 1331 Hektar umfasste und zu dem eine eigene Brennerei gehörte, war bis 1945 im Besitz von Wilhelm Kiekebusch und gehörte zum Gut Woltersdorf (Starzyn).
Im Jahre 1910 zählte der Gutsbezirk Steinhöfel 261 Einwohner, in Gemeinde und Gutsbezirk Nöblin waren 222 Einwohner registriert. Die Einwohnerzahl in der dann vereinigten Gemeinde Steinhöfel-Nöblin betrug 1933 noch 464, 1939 dann 463.
Steinhöfel war Sitz eines Amtsbezirks, der die drei Gemeinden Silbersdorf (Starzyce)-Woltersdorf (Starzyn), Steinhöfel-Nöblin und Zanthier (Sątyrz Pierwszy)-Sadelberg umfasste. Er lag im Landkreis Saatzig im Regierungsbezirk Stettin der preußischen Provinz Pommern des Deutschen Reichs.
Seit 1945 gehört der nun Kamienny Most genannte Ort zur Gmina Chociwel im Powiat Stargardzki in der Woiwodschaft Westpommern (1975 bis 1998 Woiwodschaft Stettin). Hier leben jetzt etwas mehr als zweihundert Menschen.

## Kirche

### Kirchengemeinde
In Steinhöfel lebte vor 1945 eine überwiegend evangelische Bevölkerung. Der Ort war von alters her Pfarrsitz. Zu seinem Kirchspiel gehörten die beiden Filialkirchen Langenhagen (Długie) mit Klein Lienichen (Linówko) sowie Nöblin (Lublino).
Vor 1817 gehörte das Kirchspiel Steinhöfel zum Kirchenkreis Dramburg (Drawsko Pomorskie) in der brandenburgischen Neumark. Erst dann kam es in den Kirchenkreis Freienwalde (Chociwel) im Ostsprengel der Kirchenprovinz Pommern der Kirche der Altpreußischen Union.
Im Jahre 1940 zählte das Kirchspiel insgesamt 1020 Gemeindeglieder, von denen 200 zum Kirchort Steinhöfel, 542 zur Filialkirche Langenhagen und 278 zur Filialkirche Nöblin gehörten. Das Kirchenpatronat wurde von den zum Kirchspiel gehörenden Rittergutsbesitzern in Woltersdorf (für Steinhöfel und Nöblin), Klein Lienichen und Langenhagen wahrgenommen.
Seit 1945 leben in Kamienny Most fast ausnahmslos katholische Kirchenglieder. Der Ort ist heute nicht mehr Pfarrsitz, sondern in die Pfarrei Matki Bożej Bolesnej („Mutter Gottes der Schmerzen“) in Chociwel (Freienwalde) eingegliedert. Sie gehört zum Dekanat Ińsko (Nörenberg) im Erzbistum Stettin-Cammin der Katholischen Kirche in Polen. Hier lebende evangelische Kirchenglieder sind in die St. Trinitatiskirchengemeinde in Stettin-Lastadie in der Diözese Breslau der Evangelisch-Augsburgischen Kirche in Polen eingegliedert.

### Pfarrer bis 1945
Bis 1945 amtierten in Steinhöfel als evangelische Geistliche:
- Jakobus Bürger, bis 1700
- Melchior Voigt, 1701–1751
- Johann Friedrich Bartel, 1752–1798
- Adam Daniel Schulze, 1798–1842
- Friedrich August Erdmann Müller, 1844–1865
- Karl Anton Friedrich Wilhelm Schmidt, 1865–1889
- Karl Ramlow, 1889 bis in die 1930er Jahre, danach keine Wiederbesetzung der Pfarrstelle, sondern Verwaltung durch das Pfarramt in Zeinicke (Ścienne).

## Schule
Bis 1945 lag die gemeinsame Volksschule genau zwischen den beiden Orten Steinhöfel und Nöblin.

## Persönlichkeiten
- Carl Ernst Wilhelm von Waldow (1804–1874), Gutsbesitzer, Landrat, Mitglied des Herrenhauses, Träger des Roten Adlerordens dritter  Klasse mit der Schleife, verstarb auf seinem Gut Steinhöfel